# Dvojna zvezda
Dvojna zvezda (dvozvezdje ali dvojnica) je sistem dveh zvezd, ki zaradi gravitacije krožita druga okrog druge. Zato lahko pri teh zvezdah opazujemo obhodni čas, ki je dolg nekaj dni, let ali celo stoletja.
Včasih se nam ob pogledu na dve zvezdi, ki se za prosto oko zlivata, zazdi, da sta dvojni. Vendar sta v resnici zelo daleč druga od druge in sploh nista povezani z gravitacijsko silo. To so navidezne dvojne zvezde ali optična dvozvezdja (najbolj znana primera sta Mizar in Alkor).
Pogosto pa tudi z najmočnejšim daljnogledom naletimo na dvojnico, ki izgleda kot ena sama zvezda. V takem primeru si pomagamo s spektralno analizo. Takrat govorimo o spektroskopskih dvozvezdjih (primer: dvojni zvezdi Mizarja). Če dvozvezdje oddaja rentgenske žarke gre za rentgensko dvozvezdje.
Če se ravnina tira takšne spektralne dvojne zvezde ujema s smerjo našega opazovanja, opazimo, da ena zvezda periodično zastira drugo. Pri tem se skupni sij te dvojne zvezde periodično spreminja. Takrat ko se prične mrk, začne sij hitro pojemati in doseže svojo najmanjšo vrednost v sredini mrka, potem pa znova narašča. Skupni sij pojema močneje, ko šibkejša zvezda zakrije svetlejšo. Pri teh dvojnicah se torej spreminja njihov sij (in sicer, zaradi geometrijskega vzroka – mrka), njihov izsev (to je energijski tok, ki ga zvezdi sevata) pa se ne spreminja. Zato takšne zvezde imenujemo navidezne spremenljivke (tipična zvezda te vrste je Algol – Perzeja).
Navidezne dvojne zvezde ločimo od pravih dvozvezdij le po dolgih opazovanjih, ki trajajo po navadi več let. Če je relativno gibanje videti linearno, lahko zaključimo, da gre za lastno gibanje in zvezdi nista gravitacijsko vezani. Pri pravih dvozvezdjih, ki predstavljajo sicer veliko večino vseh opazovanih dvojnih zvezd, se koti spreminjajo napredujoče in razdalje med njimi nihajo od najmanjše do največje vrednosti.
Prvi je dvojno zvezdo odkril Giovanni Battista Riccioli ko je z daljnogledom leta 1650, da je Mizar, ζ Velikega medveda (ζ UMa) pravzaprav (navidezna) dvojna zvezda. Pred njim so lahko razpoznavali dvojne zvezde le opazovalci z dobrim vidom. Od tedaj so astronomi opazovali dvojne zvezde in so natančno preučili zvezde vse do navidezne magnitude 10. Vsaj ena od osemnajstih zvezd na severni nebesni polobli do magnitude 9,0 je tesna dvojna zvezda, vidna s pomočjo 770 mm zrcalnega daljnogleda.
Znane dvojne zvezde:
- Antares (α Škorpijona (α Sco))
- δ Rajske ptice (δ Aps)
- Dubhe (α Velikega medveda (α UMa))
- M40 (Winnecke 4/WNC 4)
- ω Orla (ω Aql)
- ω Vodnarja (ω Aqr)
- Ras Algeti (α Herkula (α Her))